# 颱風海貝思
颱風海貝思（英語：Typhoon Hagibis，國際編號：1919，聯合颱風警報中心：WP202019）是2019年太平洋颱風季第19個被命名的熱帶氣旋。「海貝思」一名由菲律賓提供，是「快捷」的意思。
由於海貝思為日本關東地區帶來嚴重水浸災情，故日本氣象廳在2020年2月19日為它命名為令和元年東日本颱風，是為氣象廳10個命名颱風其中之一，并已经向台风委员会提出除名申请，這是繼第15號颱風法西後日本气象廳（JMA）再次提出台风除名申请。結果在2020年2月舉行的第52次颱風委員會會議上獲該會接納。新名由「樺加薩」取代。

## 發展過程
10月4日中午12時，一個熱帶擾動在威克島南方海域形成，美國海軍研究實驗室給予擾動編號93W。
10月5日上午2時，日本氣象廳將其升為熱帶低氣壓。上午8時，日本氣象廳對其發布烈風警報。同時，台灣中央氣象局將其升格為熱帶低氣壓，給予編號25。上午9時半，聯合颱風警報中心將評級跳過「中」直接升為「高」，並發布熱帶氣旋形成警報。下午4時，聯合颱風警報中心將其升格為熱帶性低氣壓，給予熱帶氣旋編號20W。
10月6日上午2時，日本氣象廳將其升格為熱帶風暴，給予國際編號1919，並命名為「海貝思」。同時，台灣中央氣象局將其升格為輕度颱風。下午2時，中國國家氣象中心將其升格為強熱帶風暴。在晚間9時，日本氣象廳將其升格為強烈熱帶風暴。
10月7日上午2時，日本氣象廳及聯合颱風警報中心同時把海貝思升格為颱風，雖然海貝思並未進入香港天文台責任範圍，但已在天氣圖上把海貝思評為颱風。上午8時，中國國家氣象中心將其升格為強颱風。同時台灣中央氣象局將其升格為中度颱風。下午2時，中國國家氣象中心將其升格為超強颱風，不久後，聯合颱風警報中心將其升格為超級颱風。在下午2時，香港天文台將其升格為強颱風。下午5時，日本氣象廳將其中心最高持續風速上調至每小時195公里，成為本年度第三個達到「猛烈的」級別之風暴，亦一度成為本年最強的熱帶氣旋，但已被同年11月的颱風夏浪所超越。下午8時，台灣中央氣象局將其升格為強烈颱風，香港天文台亦同時將其升格為超強颱風。下午10時，聯合颱風警報中心將其中心最高持續風速上調至每小時260公里，屬五級颶風強度，是繼同年2月的颱風蝴蝶後首個達五級颶風強度的風暴，也令海貝思成為西北太平洋有紀錄以來增強速度第三快的熱帶氣旋，僅次於1983年颱風佛瑞特及2020年颱風天鵝。
10月8日上午11時，海貝思發展出雙重眼壁現象，強度稍為下降，聯合颱風警報中心在中午12時將其降格為四級颶風。
10月9日上午6時，海貝思完成眼牆置換過程，強度再次達到巔峰，於是聯合颱風警報中心在上午8時重新將其升格為五級颶風，台灣中央氣象局更上調其最高十分鐘持續風速至每小時200公里。隨著海貝思向日本推進，海水溫度下降，海貝思強度開始回落。
10月10日中午12時，聯合颱風警報中心再次將其降格為四級颶風，台灣中央氣象局也在下午11時將其降格為中度颱風。
10月11日下午2時，香港天文台將其降格為強颱風，同時中央氣象台將其降格為強颱風。
10月12日上午2時，聯合颱風警報中心將其降格為三級颶風，再於上午8時將其降格為二級颶風。下午6時，海貝思於日本靜岡縣伊豆半島登陸，香港天文台在下午8時將其降格為颱風。
10月13日上午4時，聯合颱風警報中心對其發布最後警報。香港天文台在上午8時將其降格為強烈熱帶風暴。上午11時，日本氣象廳表示海貝思轉化為溫帶氣旋。下午2時，香港天文台和台灣中央氣象局皆表示海貝思轉化為溫帶氣旋。 
海貝思轉化後曾一度重新出現颶風風力，稍後被另一溫帶氣旋吞併。

### 事後調整
中國國家氣象中心在2020年4月20日下午發出的最佳路徑中，把海貝思巔峰氣壓上調至915百帕。聯合颱風警報中心在2020年9月16日發布的最佳路徑中，把海貝思的巔峰風速上調至每小時295公里，追平2010年颱風鮎魚的紀錄。

## 影響
| 排名   | 风暴名称 | 台风季 | 损失数额（2023年美元） |
| ------ | -------- | ------ | ---------------------- |
| 1      | 杜苏芮   | 2023   | 293億美元              |
| 2      | 密瑞兒   | 1991   | 231億美元              |
| 3      | 海貝思   | 2019   | 213億美元              |
| 4      | 燕子     | 2018   | 175億美元              |
| 5      | 摩羯     | 2024   | 165億美元              |
| 6      | 桑达     | 2004   | 155億美元              |
| 7      | 菲特     | 2013   | 140億美元              |
| 8      | 法茜     | 2019   | 123億美元              |
| 9      | 桑美     | 2000   | 115億美元              |
| 10     | 利奇馬   | 2019   | 114億美元              |
| 来源： |          |        |                        |

### 日本

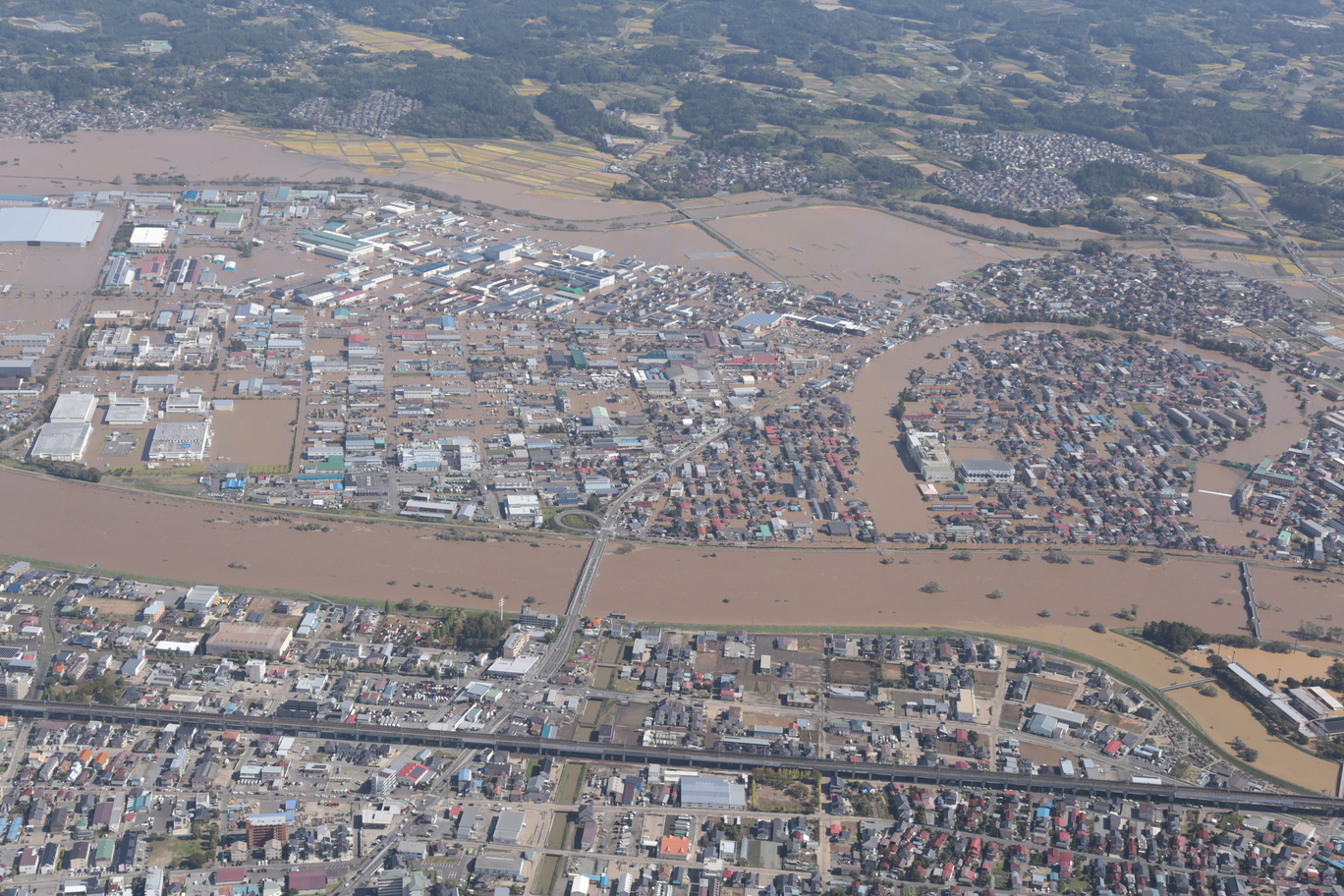
从福島县郡山市市区眺望阿武隈川对岸的郡山市田村町地区，近处的左右方向高架桥为東北新幹線

當地發佈之最高風力警報：暴风特别警报
隨著颱風海貝思以高強度接近日本關東地區，日本氣象廳在12日下午至晚間對關東地方、東海地方、東北地方總共1都12縣發佈了最高級別的大雨特別警報。此外，气象厅针对荒川、多摩川等7條河流發佈河流泛滥危险消息。根據日本國土交通省的信息，截至16日凌晨5时，全國共有55條河流、79处決堤。長野縣千曲川、栃木縣秋山川等關東、東北地方多條河流的決口氾濫導致房屋被淹，附近居民緊急撤離。日本氣象廳呼籲民眾應時刻注意周圍情況，盡可能尋找安全場所保證安全。截至當地時間11月14日下午4時17分，海貝思造成日本神奈川縣、栃木縣、福島縣、群馬縣、千葉縣、埼玉縣、宮城縣、岩手縣、靜岡縣、茨城縣、長野縣、東京市、兵庫縣共93人死亡，另有33個府县468人受傷，而宮城縣、神奈川縣等3個縣则有3人下落不明。
海貝思在日本打破多地氣象記錄。神奈川縣箱根町的48小時降雨量破千，達1001.0毫米，10月12日的日降水量刷新全國紀錄達922.5毫米。神奈川縣的橫濱市在當地時間12日晚間8時32分觀測到43.8m/s的陣風，打破當地10月記錄。
海貝思帶來的暴雨致使多條河流水位暴漲。相模川的城山水庫一度預計於12日下午5時進行緊急洩洪，當地對相模原市流域內的民眾發佈了避難指示。但隨後緊急洩洪一度推遲至晚間9時半才實行洩洪。此外，水沼水庫在晚間8時50分緊急洩洪。此外，利根川的下久保水庫、荒川的二瀨水庫、鬼怒川的川治水庫、川俣水庫均一度準備緊急洩洪。
海貝思亦造成了大范围的停电和通讯中断，台风过境后第三天仍有超过十万户家庭断水。
颱風造成了多條鐵路受災，其中東日本旅客鐵道（JR東日本）北陸新幹線的列車基地——長野新幹線車輛中心因千曲川潰堤而大面積淹水，基地內設施受損，8列E7系與2列W7系列車泡水，佔了全部E7與W7系的三分之一，且長野車站至上越妙高車站間路線淹水，號誌等設施受損。另外，兩毛線大平下車站至栃木車站間的永野川橋樑受損、水郡線袋田站至常陸大子站間第六久慈川橋樑受損、武藏小杉車站站內淹水、中央本線梁川站至四方津站間路線遭土石流入、上田電鐵別所線上田車站與下之鄉車站間的千曲川鐵橋鋼樑崩落、箱根登山鐵道箱根登山線的箱根湯本站與強羅站之間因土石流與山體滑坡造成路線嚴重受損、東武鐵道佐野線及日光線多處路段道碴流失與橋樑受損、阿武隈急行的阿武隈急行線於梁川站與槻木站間多處受損、信濃鐵道信濃鐵道線的大屋站與田中站之間線路上方的公路跨線橋受損崩落、北信濃線豐野站至妙高高原站因變電所淹水而停電、三陸鐵道谷灣線宮古站至釜石站間路線受損。
2018年日本氣象廳訂立賦予颱風特殊名稱的標準，「摧毀1千棟以上的房屋、淹水超過1萬戶、大規模傷亡」等條件。由於海貝思在日造成超過1萬戶的淹水災情，日本氣象廳決定賦予「海貝思」特殊名稱，成為氣象廳第9個命名颱風，也是1977年來首例。
| 都府県名 | 死者 | 失蹤者 | 負傷者 | 負傷者 | 負傷者   |
| 都府県名 | 死者 | 失蹤者 | 重傷   | 轻症   | 程度不明 |
| -------- | ---- | ------ | ------ | ------ | -------- |
| 青森県   |      |        |        | 1      |          |
| 岩手県   | 3    |        | 4      | 3      |          |
| 宮城県   | 19   | 2      | 7      | 35     |          |
| 山形県   |      |        | 2      | 1      |          |
| 福島県   | 30   |        | 1      | 56     |          |
| 茨城県   | 2    | 1      |        | 20     |          |
| 栃木県   | 4    |        | 4      | 19     |          |
| 群馬県   | 4    |        | 1      | 6      |          |
| 埼玉県   | 4    |        | 1      | 32     |          |
| 千葉県   | 1    |        | 1      | 23     |          |
| 東京都   | 1    |        |        | 11     |          |
| 神奈川県 | 9    |        | 2      | 41     |          |
| 新潟県   |      |        | 2      | 3      |          |
| 富山県   |      |        | 1      |        |          |
| 石川県   |      |        | 1      |        |          |
| 福井県   |      |        | 1      |        |          |
| 山梨県   |      |        |        | 1      |          |
| 長野県   | 5    |        | 7      | 137    |          |
| 静岡県   | 3    |        | 2      | 5      |          |
| 愛知県   |      |        |        | 1      |          |
| 三重県   |      |        |        | 3      |          |
| 滋賀県   |      |        |        | 3      |          |
| 京都府   |      |        | 1      | 3      |          |
| 大阪府   |      |        |        | 8      |          |
| 兵庫県   | 1    |        |        | 14     |          |
| 鳥取県   |      |        |        | 1      |          |
| 岡山県   |      |        |        | 1      |          |
| 広島県   |      |        |        | 2      |          |
| 山口県   |      |        | 1      |        |          |
| 徳島県   |      |        |        | 1      |          |
| 高知県   |      |        |        | 2      |          |
| 佐賀県   |      |        |        | 2      |          |
| 大分県   |      |        |        | 2      |          |
| 合計     | 86   | 3      | 39     | 437    | 0        |

## 永久除名
由于海貝思在日本造成災難性破壞。為此，颱風委員會決定將「海貝思」除名，由「樺加薩」（Ragasa）取代。

## 外部連結
| 太平洋颱風季             |
| 主題頁 - 專題 - 編輯指南 |

- （日語）日本氣象廳首頁 （页面存档备份，存于）
- （英文）美國聯合颱風警報中心首頁 （页面存档备份，存于）
- （简体中文）中國國家氣象中心首頁
- （繁體中文）臺灣中央氣象局首頁 （页面存档备份，存于）
- （繁體中文）香港天文台首頁 （页面存档备份，存于）
- （繁體中文）澳門地球物理暨氣象局首頁 （页面存档备份，存于）
- （英文）菲律賓大氣地球物理和天文管理局首頁 （页面存档备份，存于）